# Pentedattilo
Pentedattilo is een plaats (frazione) in de Italiaanse gemeente Melito Porto Salvo.